# 贝尔格韦勒
贝尔格韦勒是德国莱茵兰-普法尔茨州的一个市镇。总面积3.34平方公里，总人口204人，其中男性103人，女性101人（2011年12月31日），人口密度61人/平方公里。